# Maculonaclia flavia
Maculonaclia flavia är en fjärilsart som beskrevs av Charles Oberthür 1893. Maculonaclia flavia ingår i släktet Maculonaclia och familjen björnspinnare. Inga underarter finns listade i Catalogue of Life.